# Psilonychus perturbator
Psilonychus perturbator är en skalbaggsart som beskrevs av Louis Albert Péringuey 1904. Psilonychus perturbator ingår i släktet Psilonychus och familjen Melolonthidae. Inga underarter finns listade i Catalogue of Life.